# Imperial y real

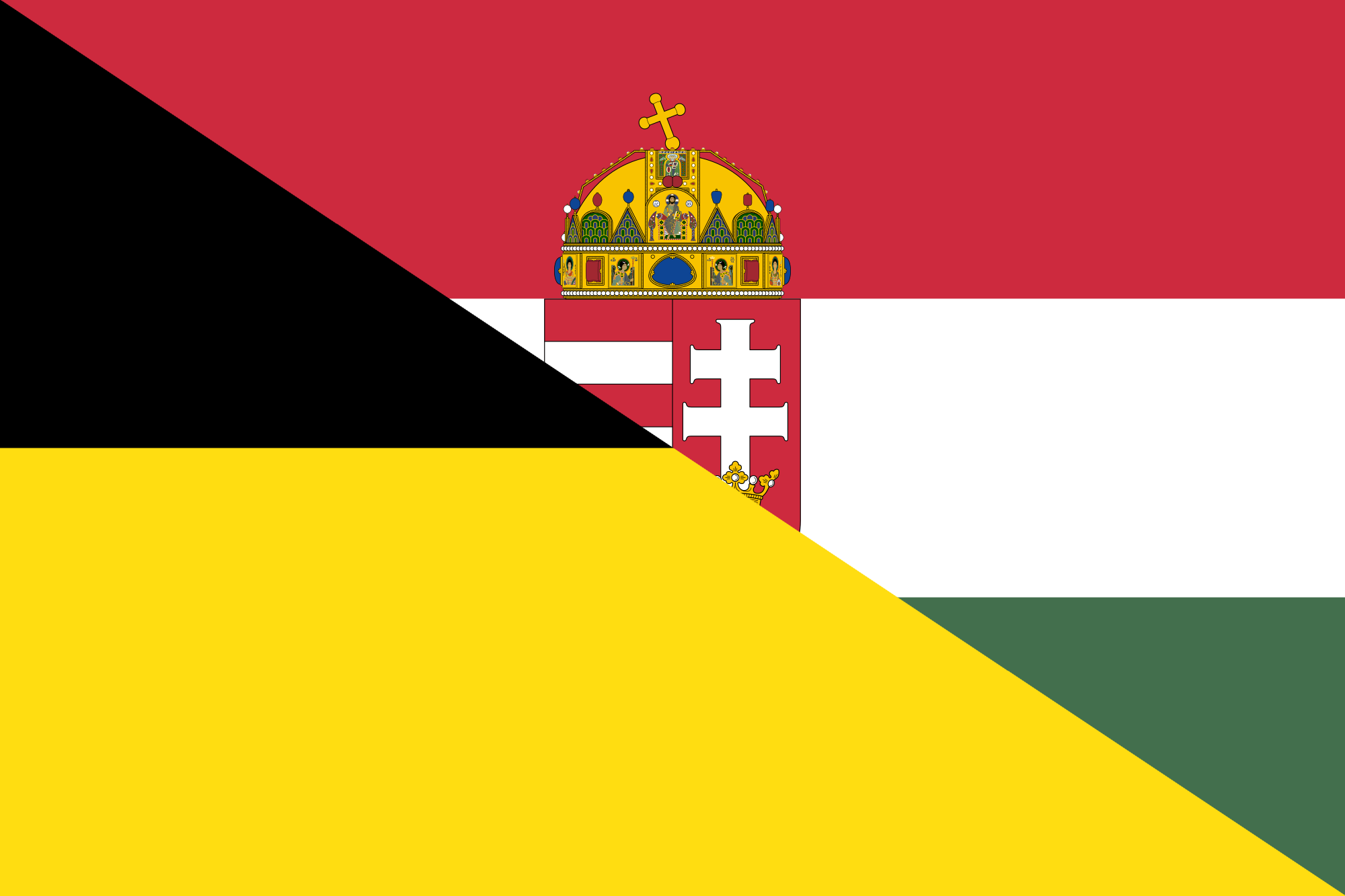
Bandera híbrida de Cisleitania (Austria) y Transleitania (Hungría), formando el Imperio austrohúngaro.

Escudo de armas de la monarquía dual austrohúngara (1914)

Imperial y real (en alemán: kaiserlich und königlich, más conocido por sus siglas k. u. k.) fue un título y un tratamiento usado por el monarca regente del Imperio austrohúngaro de la dinastía de los Habsburgo. A pesar de su nombre en español, la unión austrohúngara no era un imperio propiamente dicho, sino una monarquía dual, por lo que el título de emperador y el adjetivo «imperial» en sí solos no bastaban para describir la jurisdicción compartida, pues aunque Austria y los territorios del Consejo Imperial se definían como imperio, Hungría seguía manteniendo la calificación de reino. De ahí que el monarca y las instituciones compartidas por ambos Estados recibieran la calificación de «imperial y real» (en nombres propios, Imperial y Real en mayúscula). En el sentido mas amplio, el término se refiere a la corte de los Habsburgo desde una perspectiva histórica, pues se solía usar —con distintos matices (principalmente las siglas k. k.)— anteriormente a la existencia de Austria-Hungría.

## Historia y etimología
El término alemán kaiserlich und königlich se suele abreviarse como k.u.k. (siglas por las cuales está reconocido internacionalmente), aunque también se ha escrito en ocasiones como k. und k., e incluso k. & k. Proviene de la función del monarca austrohúngaro como káiser (emperador de Austria) y könig (rey de Hungría) a la vez. Se escribía tanto con espacio (k. u. k.) como sin espacio (k.u.k.), en la mayoría de casos siendo el primero título adjetival seguido por el nombre de la institución o cargo, y el segundo un tratamiento independiente, aunque no siempre se mantenía esta regla. 
Ya antes del Compromiso austrohúngaro de 1867, en los territorios gobernados por los Habsburgo austríacos (con capital en Viena) se usaba el adjetivo compuesto kaiserlich und königlich, habitualmente escrito con guion y pronunciado sin la conjunción: kaiserlich-königlich, abreviado k.-k. Eso se debe a que los Habsburgo gobernaban los reinos de Hungría, Croacia y Bohemia como reyes, a la vez que ejercían de emperadores del Sacro Imperio Romano Germánico hasta 1806. Una vez disuelto este último, el título de emperador pasó a hacer referencia al recién bautizado Imperio austríaco (habiendo sido hasta agosto de 1804 un archiducado). Por ejemplo, la denominación común del ejército de los Habsburgo a partir de 1745 era Ejército Imperial-Real (Kaiserlich-königliches Heer), ya que el Reino Apostólico de Hungría, cuyas tropas estaban integradas en dicho ejército, formaba parte de los territorios de los Habsburgo pero no del Sacro Imperio.
En el acuerdo de 1867, los húngaros insistieron en la adición de la conjunción «y» al tratamiento del monarca y los correspondientes adjetivos, para hacer patente la ausencia de una jerarquía entre ambas partes de la unión dinástica, que no sería un Estado propio sino una monarquía dual, más parecida al concepto moderno de federación de monarquías. Con ello se hizo patente la parte «real» del título no se debía a territorios incluido en el Imperio, sino a un territorio ajeno al mismo y con derechos iguales). Esta dualidad está bien reflejada, por ejemplo, por la ausencia de una bandera nacional unificada (salvo la comercial). Es cuando las siglas k.u.k. (escritas en algunos idiomas como KuK) se dan a conocer por todo el continente. En octubre de 1869, Francisco José I emitió un decreto dirigido a las instituciones compartidas por ambos Estados de la unión dual, incluidas las fuerzas armadas, utilizando por primera vez en el contexto austrohúngaro el título y adjetivo kaiserlich und königlich. De este modo, el ejército fue definido como K.u.k. Heer y la armada como K.u.k. Kriegsmarine. El mismo emperador recibía el tratamiento de Su Majestad Imperial y Real, y el Imperio austrohúngaro en muchos textos se denominaba Monarquía Imperial y Real de Austria-Hungría, al mismo tiempo que sus instituciones, como el Gobierno, llevaban también este adjetivo.

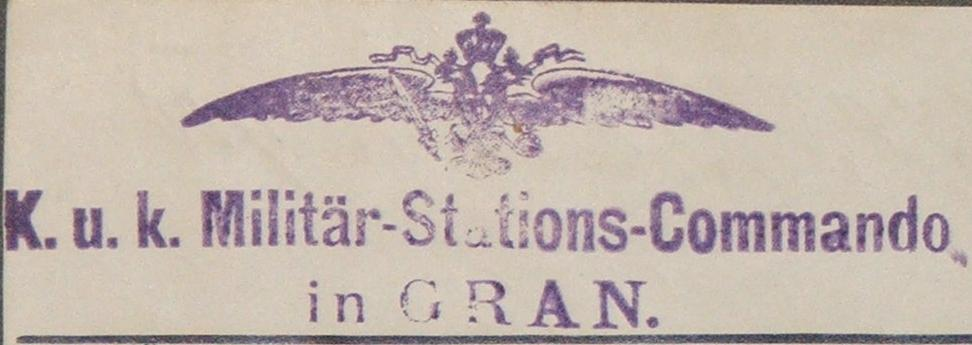
Las siglas K.u.k. en el sello del destacamento militar en Estrigonia

Para distinguir entre las partes que integraban Austria-Hungría, se llegó a usar tres abreviaturas, de acuerdo con la jurisdicción de cada una de las instituciones de los territorios austrohúngaros: k.u.k. para las instituciones compartidas, k.k. para el territorio de Cisleitania (el Estado austríaco, manteniendo este por tanto el mismo uso de las siglas anteriores al Ausgleich) y m.k. para el territorio de Transleitania (el Estado húngaro). Este último se debe a su denominación en húngaro, magyar királyi (aunque en alemán se usaba el adjetivo königlich ungarisch).
Por lo tanto, es importante diferenciar entre el uso de las siglas según épocas:
- k.k. o k.-k., se refería al conjunto de territorios de los Habsburgo antes de 1804, al Imperio austríaco y el reino de Bohemia entre 1804 y 1807 (resultado de la creación del Primer Imperio francés de Napoleón), y a la parte austríaca de Austria-Hungría entre 1867 y 1918, año de su disolución al término de la Primera Guerra Mundial.[13]
- k.u.k., con el significado de imperial (Austria) y real (Hungría), tratamiento correspondiente a las instituciones compartidas del Imperio austrohúngaro (el mismo emperador incluido) entre 1867 y 1918.

Cabe destacar, no obstante, que en la práctica, las instituciones austrohúngaras usaban casi exclusivamente el título «imperial y real» (k. u. k.) para todos los asuntos de Estado.

## Otros idiomas
El término «imperial y real», y sobre todo las siglas k.u.k., han tenido sus propias formas y traducciones en otros idiomas de los territorios que formaban parte del Imperio austrohúngaro:
- Húngaro: cs. és k. (császári és királyi)
- Checo: c. a k. (císařský a královský)
- Polaco: C. i K. (Cesarski i Królewski)
- Esloveno: c. in k. (cesarski in kraljevski)
- Croata: c. i kr. (carski i kraljevski')
- Serbio: ц. и кр. (царски и краљевски)
- Italiano: I.R. (Imperiale Regio)

Sin embargo, el término es conocido internacionalmente, y muchas veces en estos propios países, por sus siglas en alemán.

## Ejemplos del uso del término
| En español                                                                              |  | En alemán                                                                             |
| Escudo imperial y real                                                                  |  | Wappen Doppeladler k.u.k. Österreich-Ungarn                                           |
| Su alteza imperial y real (tratamiento)                                                 |  | k. u. k. Hoheit                                                                       |
| Proveedor de la Corte Imperial y Real                                                   |  | K.u.k. Hoflieferant                                                                   |
| Imperial y Real Ministerio de la Guerra                                                 |  | K.u.k. Kriegsministerium                                                              |
| Imperial y Real Marina de Guerra o Armada Imperial y Real                               |  | K.u.k. Kriegsmarine                                                                   |
| Tropas de Aviación Imperial y Real                                                      |  | K.u.k. Luftfahrtruppen                                                                |
| Infantería Imperial y Real                                                              |  | K.u.k. Infanterie                                                                     |
| Estado Mayor Imperial y Real                                                            |  | K.u.k. Generalstab                                                                    |
| Imperiales y Reales Ferrocarriles del Estado                                            |  | K.k. Staatsbahnen                                                                     |
| Oficina Hidrográfica Imperial y Real                                                    |  | K. K. Hydrographisches-Amt o K.u.K. Hydrographisches-Amt (en húngaro: K.u.K. hajóóra) |
| Academia de la Armada Imperial y Real                                                   |  | K.u.k. Marine-Akademie                                                                |
| Imperial y Real Academia de las Ciencias                                                |  | K.u.k. Akademie der Wissenschaften                                                    |
| Imperial y Real Condecoración para las Artes y las Ciencias                             |  | K.u.k. Österreichisch-üngarisches Ehrenzeichen für Kunst und Wissenschaft             |
| Teatro de la Ópera de la Corte Imperial y Real de Viena (actual Ópera Estatal de Viena) |  | K.k. Hof-Operntheater Wien (act. Wiener Staatsoper)                                   |

## Uso del término en Alemania
En Alemania, el adjetivo compuesto ‘imperial y real’ también fue usado —aunque con aplicación limitada— para el emperador alemán (los tres monarcas de la casa de Hohenzollern entre 1871 y 1918). Este, por ser káiser del Imperio alemán a la vez que rey de Prusia, obtuvo el título combinado Kaiserliche und Königliche Majestät como tratamiento hereditario, si bien tanto en el tratamiento protocolario habitual como en notas y comunicados oficiales solo se hacía uso del tratamiento Majestad, y es el único contemplado actualmente en el idioma alemán para la persona histórica del emperador alemán.
Ninguno de los estamentos y las instituciones alemanas de la época recibió el título combinado (por ejemplo, la marina de guerra alemana se llamaba Marina Imperial, Kaiserliche Marine), y el enfoque era casi exclusivamente «imperial». De hecho, muchas otras instituciones ni recibían este adjetivo, si bien se usaba la palabra Reich (como Reichstag para el parlamento). A su vez, el enfoque «real» se daba principalmente en cuestiones de los reinos alemanes, como Prusia o Baviera. En todo caso, las siglas k.u.k. solo correspondían (y siguen correspondiendo) a la monarquía austrohúngara.
Ya desde tiempos de Guillermo I, el uso del tratamiento combinado no fue del agrado del emperador, al ser identificadas las siglas k.u.k. con el Imperio austrohúngaro. Tampoco fue del agrado de los jefes de las casas reales de los reinos dentro del Imperio (Baviera, Sajonia y Wurtemberg), que se veían con derecho al título «real» en sus propios reinos (se ha citado a Alberto I de Sajonia decir que en Sajonia hay un solo rey —él mismo— y un emperador, Guillermo). Guillermo I se vio a sí mismo antes que nada como rey de Prusia y este era el título que quería conservar (el de «rey»); cuando resultó no ser posible, quiso adelantar el título de rey al de emperador, una idea que también fue rechazada (por la probable objeción de los mismos monarcas alemanes). Ya que desde un principio, los emperadores alemanes consideraban a Prusia parte integral (en realidad, la parte principal) del Imperio alemán, tuvo sentido el uso de un solo título (el de káiser), en contraste con la monarquía dual austrohúngara, que era una unión monárquica entre dos entidades separadas. De hecho, el título combinado (imperial y real) nunca fue una decisión a conciencia de Guillermo I, sino un arrebato de Federico I de Baden en el momento de la coronación del primer káiser alemán (el famoso «Seine Kaiserliche und Königliche Majestät, Kaiser Wilhelm, lebe hoch!»), que fue adoptado posteriormente en el protocolo del incipiente Estado. Finalmente, se eligió el título de «emperador alemán» sobre el de «emperador de Alemania» al entender que el nuevo Estado fuera más un Reich comprendido por un pueblo unificado que una corona imperial propiamente dicha.